# De fem-bøgerne
 For alternative betydninger, se De Fem.
De fem-bøgerne er en serie bøger af den engelske børnebogsforfatter Enid Blyton. De omhandler fire børn: Anne, Dick og Julian (søskende) og deres kusine Georgina (blot kaldt Georg), samt Georgs hund Timothy (kaldt Tim). De fem kommer altid ud for mystiske og farlige mysterier, som de løser i fællesskab.
Enid Blyton skrev de første 21 bøger i serien fra starten af 1940'erne og frem til 1968, hvor hun døde. Senere er udkommet endnu 17 bøger i serien fortalt af Claude Voilier og senere i 2016 blev en samfundssatirisk spinoff-serie på 13 bøger skrevet af Bruno Vincent.
2005-2006 genudgav Forlaget Sesam (Nu forlaget Lindhardt og Ringhof) ni titler som solgte over 50.000 eksemplarer de første seks måneder.
I 2013 udgav forlaget Rosenkilde og Bahnhof 12 historier i nyoversættelse. Fire bøger med tre historier i hver.

## Udgivelser
1. De fem på skatteøen – af Enid Blyton
2. De fem og spionerne – af Enid Blyton
3. De fem på nye eventyr – af Enid Blyton
4. De fem i smuglerreden – af Enid Blyton
5. De fem og cirkuskaravanen – af Enid Blyton
6. De fem på øen igen – af Enid Blyton
7. De fem på lejrtur – af Enid Blyton
8. De fem i fedtefadet – af Enid Blyton
9. De fem går på med krum hals – af Enid Blyton
10. De fem i den gamle ruin – af Enid Blyton
11. De fem i zigøjnerlejren – af Enid Blyton
12. De fem ved havet – af Enid Blyton
13. De fem på den mystiske hede – af Enid Blyton
14. De fem og kidnapperne – af Enid Blyton
15. De fem følger et spor – af Enid Blyton
16. De fem som redningsmænd – af Enid Blyton
17. De fem på vinterferie – af Enid Blyton
18. De fem og den skjulte borg – af Enid Blyton
19. De fem på Djævleklippen – af Enid Blyton
20. De fem på Den Hviskende Ø – af Enid Blyton
21. De fem rotter sig sammen – af Enid Blyton
22. De fem og familiesmykket – af Claude Voilier
23. De fem går til karnaval- af Claude Voilier
24. De fem på tyvejagt – af Claude Voilier
25. De fem og geparden – af Claude Voilier
26. De fem og milliardæren – af Claude Voilier
27. De fem og flykaprerne – af Claude Voilier
28. De fem og "Sorte Maske" – af Claude Voilier
29. De fem og guldrøverne – af Claude Voilier
30. De fem og den forsvundne dal – af Claude Voilier
31. De fem og den skjulte skat – af Claude Voilier
32. De fem og Z-strålen – af Claude Voilier
33. De fem og den blå diamant – af Claude Voilier
34. De fem og den talende statue – af Claude Voilier
35. De fem og det skjulte testamente – af Claude Voilier
36. De fem og de giftige slanger – af Claude Voilier
37. De fem på spøgelsesjagt – af Claude Voilier
38. De fem og den blå bjørn – af Claude Voilier
39. Five Give Up the Booze - af Bruno Vincent
40. Five Go Gluten Free - af Bruno Vincent
41. Five Go On A Strategy Away Day - af Bruno Vincent
42. Five Go Parenting - af Bruno Vincent
43. Five on Brexit Island - af Bruno Vincent
44. Five Forget Mother's Day - af Bruno Vincent
45. Five Lose Dad in the Garden Centre - af Bruno Vincent
46. Five Get Beach Body Ready - af Bruno Vincent
47. Five at the Office Christmas Party - af Bruno Vincent
48. Five Escape Brexit Island - af Bruno Vincent
49. Five Get Gran Online - af Bruno Vincent
50. Five Get On the Property Ladder - af Bruno Vincent
51. Five Go Bump in the Night - af Bruno Vincent

## Film og fjernsyn
- 1969: De fem og spionerne
- 1970: De fem i fedtefadet
- 1977 De Fem (tv-serie)
- 1996 De Fem (tv-serie)